# Яновский, Борис Михайлович
Бори́с Миха́йлович Яно́вский (15 ноября 1894, Кувшиново, Вологодская губерния — 12 декабря 1967, Ленинград) — советский физик и геолог, доктор физико-математических наук, профессор, заслуженный деятель науки и техники РСФСР. Глава советской школы геомагнетизма.

## Биография
Родился в семье фельдшера. В 1902 году в возрасте тридцати шести лет умер отец Яновского, и он вместе с братом (1886-?) остался на попечении матери.
В 1912 году окончил гимназию и поступил на физико-математический факультет Императорского Санкт-Петербургского университета, давал частные уроки. В 1916 году окончил университет и был оставлен при нём в качестве преподавателя, но вскоре был призван на военную службу. В 1918 году окончил краткосрочные курсы гардемаринов флота и прошёл военную службу, после чего был направлен Главным гидрографическим управлением в Павловскую магнитную обсерваторию для подготовки экспедиции по магнитной съемке Ладожского озера и Онежского озера.
В 1919—1926 годах принимал участие в исследовании Курской магнитной аномалии под руководством П. П. Лазарева. В 1926 году стал старшим лаборантом Главной палаты мер и весов, сотрудничал с Гидрографическим институтом. В 1930 году принимал участие в генеральной магнитной съёмке всей территории СССР. В 1930—1938 годах руководил исследованиями геомагнитного поля в районе западного Урала, левобережья Волги и Прибайкалья, проводимыми Московским нефтяным институтом.
В 1934 году стал преподавателем физического факультета Ленинградского государственного университета, читал курс лекций «Магнитные измерения», создал лабораторию магнитных свойств горных пород. В 1937—1941 годах был заместителем директора по научной работе Гидрографического института. В 1941—1944 годах, во время Великой Отечественной войны, организовал в Свердловске электромагнитную лабораторию. В 1944 году, после возвращения ЛГУ из эвакуации, стал заведующим кафедрой физики земной коры физического факультета (до 1967 года). В 1946—1950 годах был директором ВНИИМ.
В 1956—1958 годах был деканом физического факультета ЛГУ. В 1957—1958 годах был членом Советского комитета Международного геофизического года. В 1958 году стал одним из организаторов и председателем (до 1967 года) Комиссии по постоянному геомагнитному полю и палеомагнетизму при Отделении наук о Земле АН СССР.
Был членом редакторской коллегии журнала «Известия АН СССР. Серия геофизическая», участником ассамблей Международной ассоциации геомагнетизма и аэрономии, всесоюзных и международных конференций и совещаний по геофизике и метрологии, руководителем семинара по магнитометрической аппаратуре.
Похоронен на Богословском кладбище Санкт-Петербурга.
Дочери — Татьяна Борисовна, геофизик, профессор; Елена Борисовна, математик и экономист, профессор.

## Научная деятельность
В 1919—1926 годах математически интерпретировал результаты магнитной съёмки Курской магнитной аномалии, что решило проблему её происхождения — было показано, что источниками аномалии являются намагниченные тела, находящиеся на глубине 50-400 метров. В результате бурения эти расчёты подтвердились: были обнаружены железистые кварциты.
Работал в области магнитных измерений, слабомагнитных материалов, исследовал создание стабильных магнитов, разрабатывал способы стабилизации магнитов и контроля, температурной компенсации. Начал работы по изучению магнитных свойств горных пород. Разработал ряд методов количественной интерпретации результатов магнитной съемки, позволивших определять глубины залегания источников аномалий.
В 1950-е годы под руководством Яновского был выполнен ряд работ, связанных с введением Международной системы единиц и необходимостью пересмотра вопроса о магнитных и электрических эталонах, а также разработан и изготовлен действующий макет прибора для определения компонент напряженности геомагнитного поля методом протонного резонанса.
Развивал метод магнитотеллурического зондирования, поддерживал работы по созданию магнитометров для регистрации короткопериодических колебаний геомагнитного поля.
Является автором более ста научных статей, девяти монографий и учебников. Под его руководством защищено более двадцати кандидатских диссертаций.

## Признание
- 1965 — заслуженный деятель науки и техники РСФСР.
- Орден Ленина.
- Орден Трудового Красного Знамени.
- Орден «Знак Почёта».
- Медали.

## Память
- Нунатаки Яновского[нем.] — скальные выходы горных пород в Антарктиде на полуострове Рисер-Ларсена (Берег Принца Харальда, 69°15′ ю.ш., 34°25′ в.д., открыты Советской Антарктической экспедицией в 1969 году)[1].